# Heinrich de Ahna
Heinrich de Ahna (Viena, 22 de juny de 1832 - Berlín, 1 de novembre de 1892) fou un director d'orquestra i violinista austríac.
Estudià en la seva ciutat natal i a Praga, on un dels seus professors fou en Moritz Mildner, i amb només dotze anys es presentà per primera vegada davant del públic, sent molt ben acollit. El 1849 formà part de la música del duc de Coburg-Gotha i dos anys més tard ingressà en l'exèrcit, ascendint al grau de tinent el 1853 i prengué part en la guerra d'Itàlia.
Després de la pau es dedicà exclusivament a la música, sent nomenat director d'orquestra de l'Òpera de Berlín i professor del Conservatori, on entre els seus alumnes tingué l'estatunidenc Sol Marcosson. També formà part del Quartet Joachim, fent-se aplaudir en la interpretació dels clàssics.